# Indianapolis Motor Speedway
Indianapolis Motor Speedway é um circuito oval, mas que opcionalmente possui o layout misto localizada em Speedway, um enclave de indianápolis, no estado de Indiana, Estados Unidos localizado em Speedway (aos arredores de Indianápolis), nos Estados Unidos. Fica aproximadamente a 6 milhas (9,7 km) do centro de Indianápolis.
O circuito oval é mundialmente conhecido por ser o palco para as 500 Milhas de Indianápolis, a corrida em circuito oval mais importante no mundo e a corrida mais importante dos Estados Unidos.

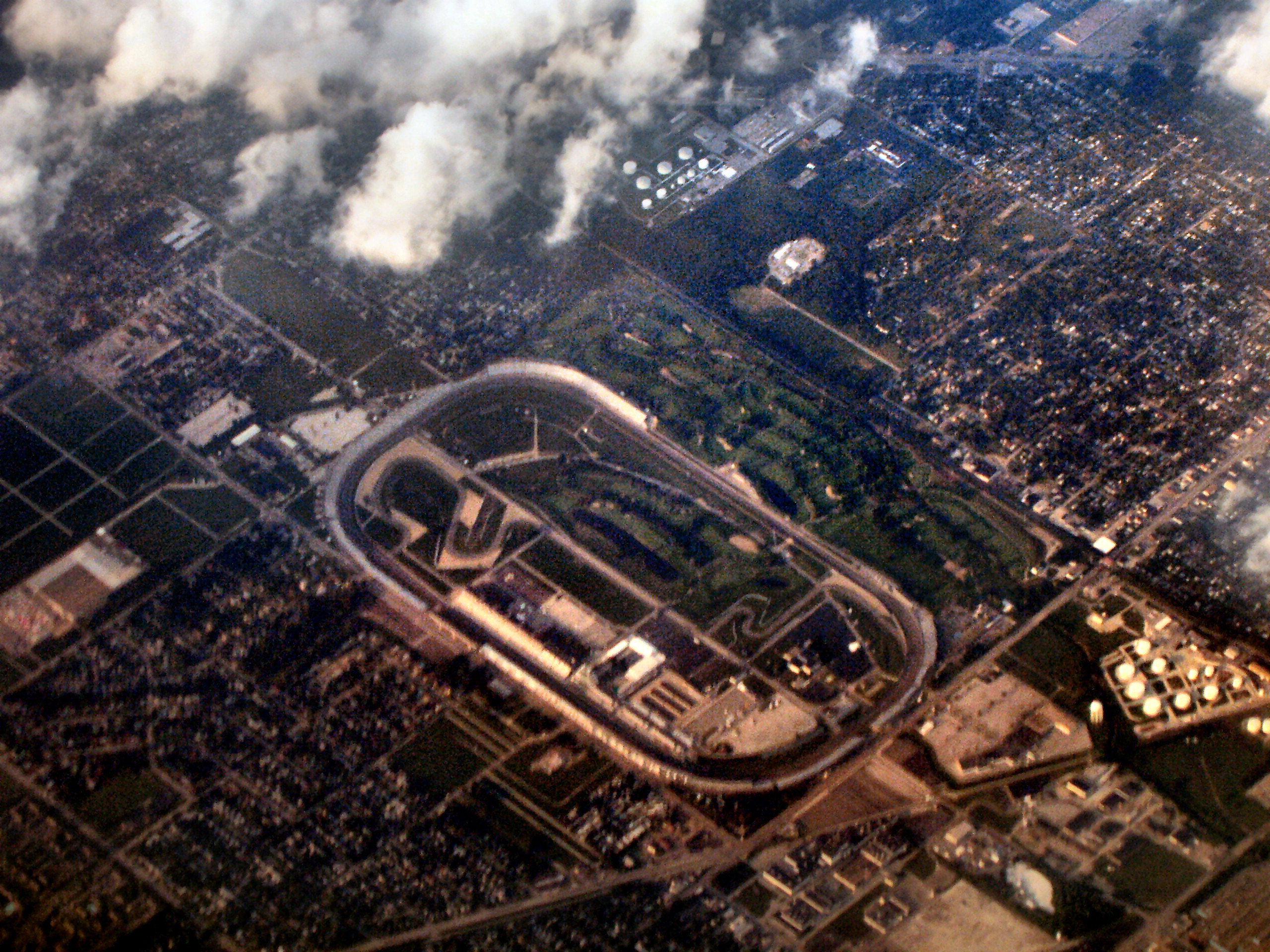
Imagem aérea do IMS

Indianápolis é a arena de esportes de maior público do mundo, com 257.000 lugares permanentes. É parte do registro nacional de lugares históricos desde 1975 e desde 1987 é um Marco Histórico Nacional: em inglês, National Historic Landmark, sigla: NHL.
Construído em 1909, é o circuito oval (speedway), um dos pioneiros ao receber esta nomenclatura em inglês. Tem uma capacidade permanente estimada em 257.325 espectadores com assentos no infield, aumentando a capacidade de mais de 300.000 espectadores.
Considerado relativamente plana para os padrões americanos, o circuito oval (portanto sem os circuitos/layouts mistos) possui 2,5 milhas (4,0 km), é um retângulo com os vértices arredondados, com dimensões que permaneceram essencialmente inalteradas desde a sua criação: quatro curvas de 1/4 milhas (400 m), duas retas longas de 5/8 milhas (1,0 km) entre a quarta e primeira curvas e a segunda e terceira curvas e duas retas curtas de 1/8 milhas (200 m), denominados em inglês de "curtos paraquedas", entre a primeira e a segunda curvas mais a terceira e a quarta curvas.
As quatro curvas do oval tem uma curvatura de 9°12' (nove graus e doze minutos), consideravelmente menos do que o Brooklands, Circuito de Monza e Daytona e um comprimento de 0,25 milhas (400 m). A reta principal e o oposto medido cada 0,625 milhas (1 006 m) e o lado reto 0,125 milhas (201 m), totalizando 2,5 milhas (4 000 m). O circuito misto tem uma variante sem chicane na curva 1 do oval e o outro com chicane, medindo 4.192 e 4.218 metros respectivamente. Fórmula 1 e o Grand-Am têm usado o layout misto sem a chicane no sentido horário e a corrida de MotoGP usa a versão com chicane variante no sentido anti-horário.

## História

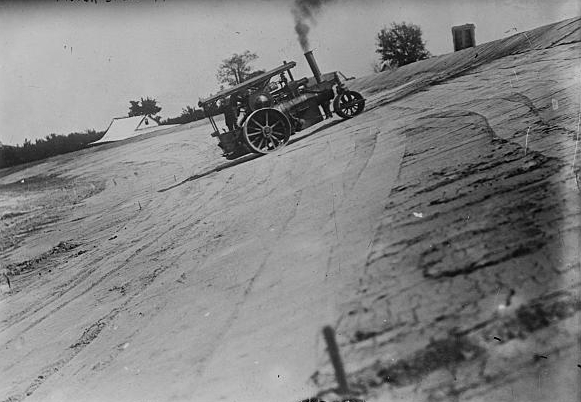
Construção do IMS.

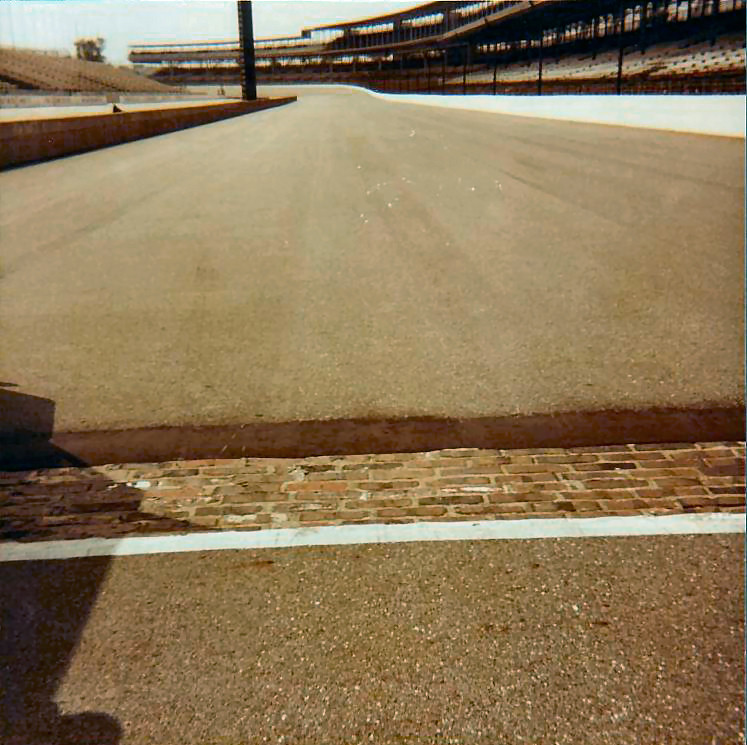
A linha de chegada, com a mítica faixa de tijolos, que a fez ser batizada de Brickyard - terreno dos tijolos

O empresário e arquiteto Carl G. Fisher construiu o circuito com um custo de US$ 3 milhões (cifras da época da década de 1900 nos Estados Unidos) com o objetivo de promover a indústria de automóvel de Indianápolis. A aquisição do terreno foi em 1908 pelo preço de $72.000 e a construção começou em março de 1909 com 500 empregados e 300 mulas.
O primeiro evento foi uma corrida de balões em 5 de junho de 1909 em um evento que atraiu 40 mil pessoas. Em 14 de agosto de 1909 aconteceu uma série de corrida de motos organizada Federation of American Motorcyclists, inicialmente planejado para 15 corridas, no final foram realizadas apenas 7. Em 19 de agosto de 1909 começaram uma série de corridas de carros que duraram 3 dias, um outro evento semelhante foi realizado em dezembro do mesmo ano. Em 1910 foram realizadas 66 corridas no circuitos em três feriados.
Em 30 de maio de 1911 foi realizada a primeira edição das 500 Milhas de Indianápolis, sendo Ray Harroun o campeão. Em 9 de setembro de 1916 foi disputada o Harvest Classic que era composto de corridas mais curtas, após isso o circuito só voltaria hospedaria corridas fora das 500 Milhas em 1994. Devido à Primeira Guerra Mundial, as corridas de 1917 e 1918 foram canceladas e o circuito foi usado como base da Força Aérea dos Estados Unidos. Em 1926 o circuito foi vendido a Edward Vernon Rickenbacker que construiu um campo de golfe no circuito. Na década de 1930, houve um grande aumento médio da velocidade nas corridas o que resultou em 15 acidentes fatais, forçando a pista a ser reformada, sua superfície original com mais de 1 milhão de tijolos foi parcialmente substituída por tarmac, houve uma reforma nos muros para acompanhar a inclinação da pista. Devido a Segunda Guerra Mundial a prova principal foi cancelada entre os anos de 1941 e 1945, durante esse período o circuito ficou abandonado.

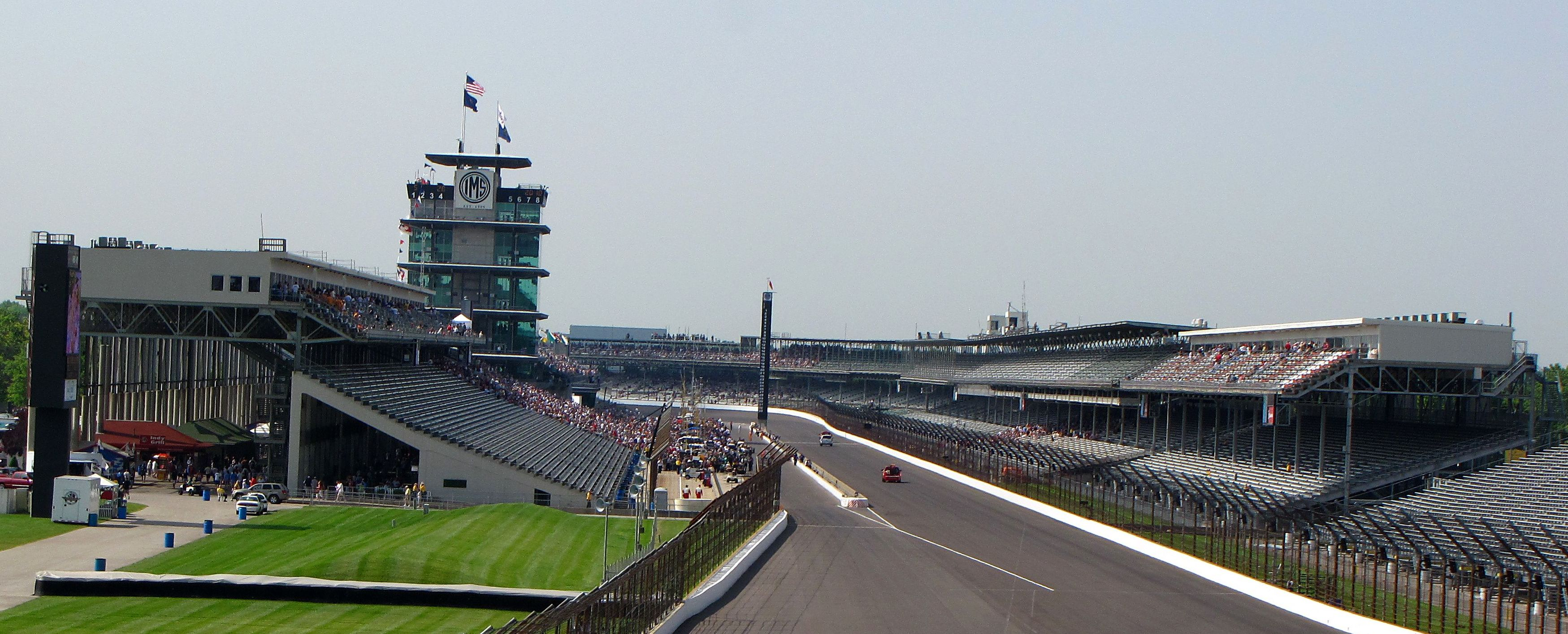
Reta principal do circuito.

Em 14 de novembro de 1945 o circuito é vendido à Tony Hulman. Pouco a pouco, a superfície de 3,2 milhões de tijolos foi substituída por asfalto para completar a mudança em 1961, deixando intacto uma faixa de tijolos na linha de chegada, que lhe rendeu o apelido de "The Brickyard" ("terreno de tijolos").
Depois de décadas tendo uma única corrida por ano, a pista começou a receber outros eventos como as cerimónias de abertura e fechamento dos Jogos Pan-Americanos de 1987.
A partir da década de 1990, o circuito volta a hospedar corridas além das 500 Milhas de Indianápolis, sendo a primeira as 400 Milhas de Brickyard (em meses diferentes) da NASCAR Cup Series desde 1994.

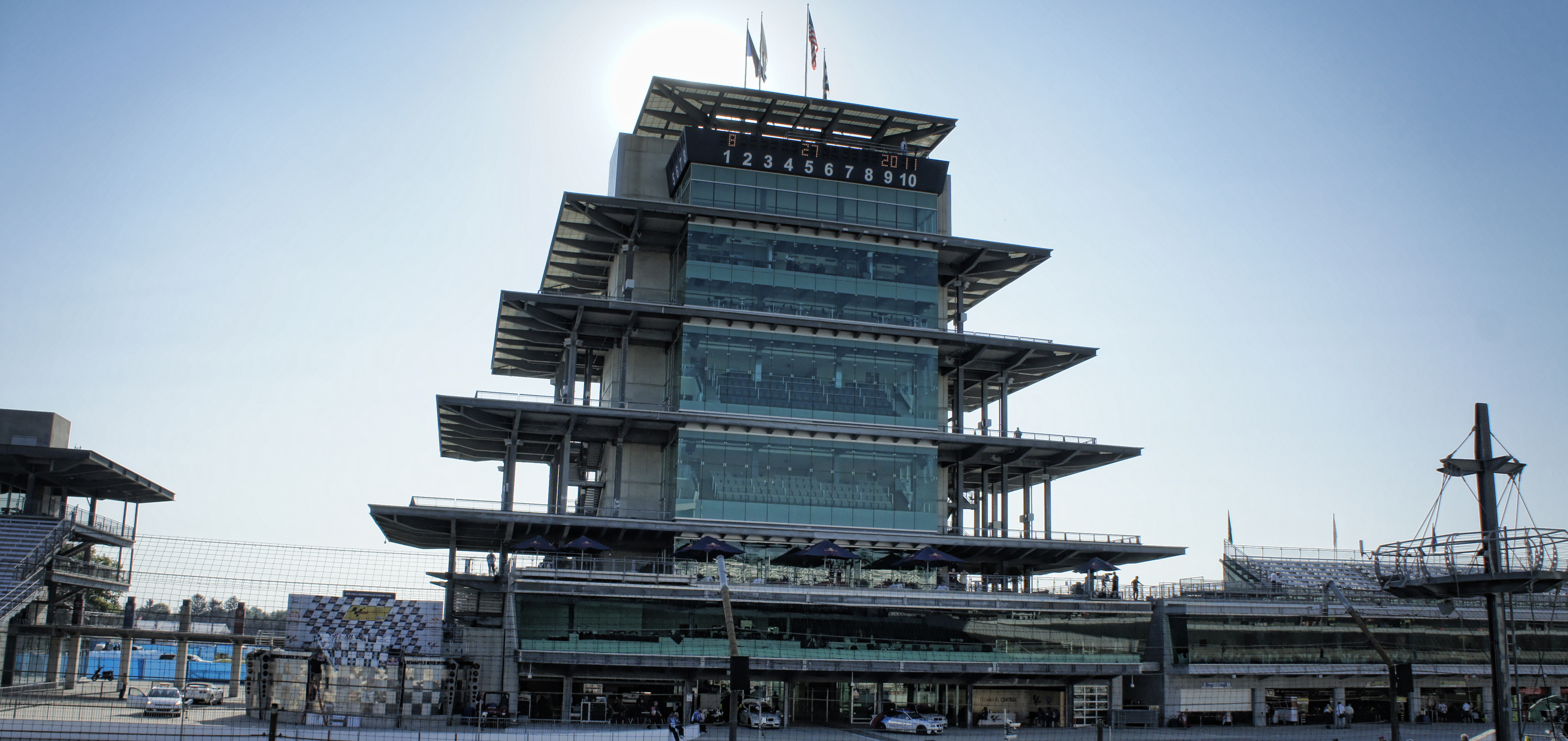
O pagode, construído em 2000.

A partir da década de 2000, o abrigou o Grande Prêmio dos Estados Unidos de Fórmula 1 num ciclo que foi de 2000 a 2007 em um circuito misto e o Grande Prêmio de Indianápolis de MotoGP e na esteira viria o motociclismo, na categoria MotoGP desde 2008 até 2015. O circuito ganhou o soft wall nas curvas do oval a partir de 2002, a Indy Lights começou a fazer corridas no traçado misto em 2005.
Desde meados da década de 2000, o Indianapolis Motor Speedway tem ocasionalmente hospedado corridas na USAC com um quarter midget.
Na década de 2010, o circuito começa a receber provas das NASCAR Nationwide Series de 250 milhas no oval e a Rolex Sports Car Series no misto a partir de 2012. Em fevereiro de 2012, a instalação foi usada para sediar eventos durante a semana de Super Bowl XLVI, que foi realizado em Indianápolis. Em 10 de maio de 2014, o circuito passa a receber hospedar o Grande Prêmio de Indianápolis, segunda prova da IndyCar Series no circuito, desta vez utilizando o traçado misto de 2,439 milhas (3,925 km) e 14 curvas (até 2018, apenas Will Power venceu no circuito misto do Grande Prêmio de Indianápolis e nas Indy 500), a seção de Snake Pit está incluída. A visão do público foi modificada, junto com a arquibancada especial e seus arranjos.
Desde 2016, a instalação hospeda a Red Bull Air Race no início de outubro.
Em 2020, a Xfinity Series passou a utilizar o traçado misto que a IndyCar usa no circuito, com a Cup Series seguindo o mesmo caminho na temporada seguinte.

## Dimensões do Indianapolis Motor Speedway no circuito oval
| Região          | Número | Distância               | Largura       | Inclinação (Banking) |
| --------------- | ------ | ----------------------- | ------------- | -------------------- |
| Retas longas    | 2      | 0,625 milhas (1,006 km) | 50 pés (15 m) | 0°                   |
| Retas curtas    | 2      | 0,125 milhas (0,201 km) | 50 pés (15 m) | 0°                   |
| Curvas          | 4      | 0,250 milhas (0,402 km) | 60 pés (18 m) | 9°12'                |
| O oval completo |        | 2,5 milhas (4,0 km)     | 54 pés (16 m) | 3°3'                 |

## Vencedores[8]

### Fórmula 1

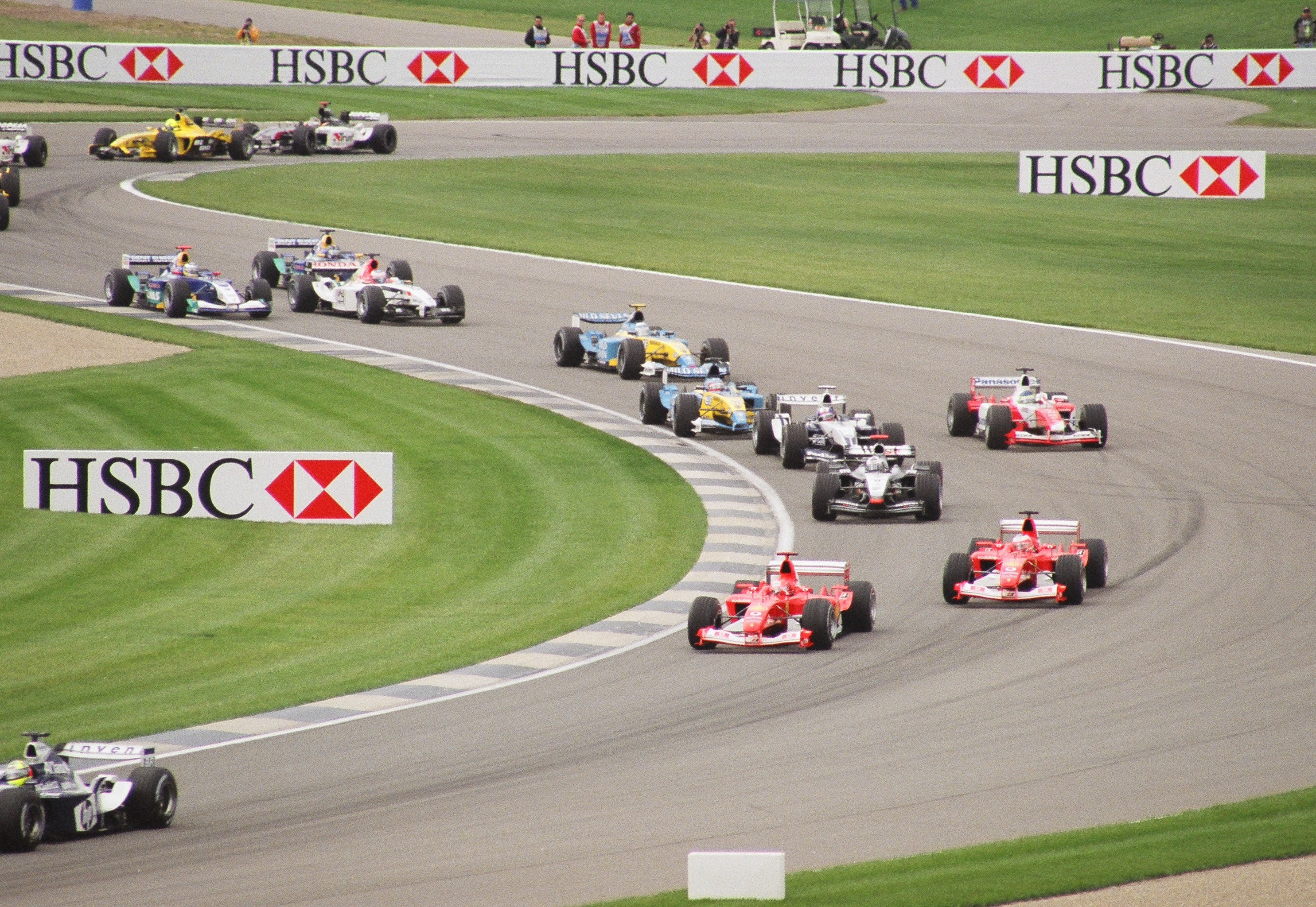
Grande Prêmio dos Estados Unidos de Fórmula 1 de 2003.

| Ano                      | Piloto             | Chassi/Motor             | Detalhes |
| ------------------------ | ------------------ | ------------------------ | -------- |
| 2007                     | Lewis Hamilton     | McLaren-Mercedes         | Detalhes |
| 2006                     | Michael Schumacher | Ferrari                  | Detalhes |
| 2005                     | Michael Schumacher | Ferrari                  | Detalhes |
| 2004                     | Michael Schumacher | Ferrari                  | Detalhes |
| 2003                     | Michael Schumacher | Ferrari                  | Detalhes |
| 2002                     | Rubens Barrichello | Ferrari                  | Detalhes |
| 2001                     | Mika Häkkinen      | McLaren-Mercedes         | Detalhes |
| 2000                     | Michael Schumacher | Ferrari                  | Detalhes |
| Não houve de 1961 a 1999 |                    |                          |          |
| 1960                     | Jim Rathmann       | Watson-Offenhauser       | Detalhes |
| 1959                     | Rodger Ward        | Watson-Offenhauser       | Detalhes |
| 1958                     | Jimmy Bryan        | Epperly-Offenhauser      | Detalhes |
| 1957                     | Sam Hanks          | Epperly-Offenhauser      | Detalhes |
| 1956                     | Pat Flaherty       | Watson-Offenhauser       | Detalhes |
| 1955                     | Bob Sweikert       | Kurtis Kraft-Offenhauser | Detalhes |
| 1954                     | Bill Vukovich      | Kurtis Kraft-Offenhauser | Detalhes |
| 1953                     | Bill Vukovich      | Kurtis Kraft-Offenhauser | Detalhes |
| 1952                     | Troy Ruttman       | Kuzma-Offenhauser        | Detalhes |
| 1951                     | Lee Wallard        | Kurtis Kraft-Offenhauser | Detalhes |
| 1950                     | Johnnie Parsons    | Kurtis Kraft-Offenhauser | Detalhes |

### MotoGP

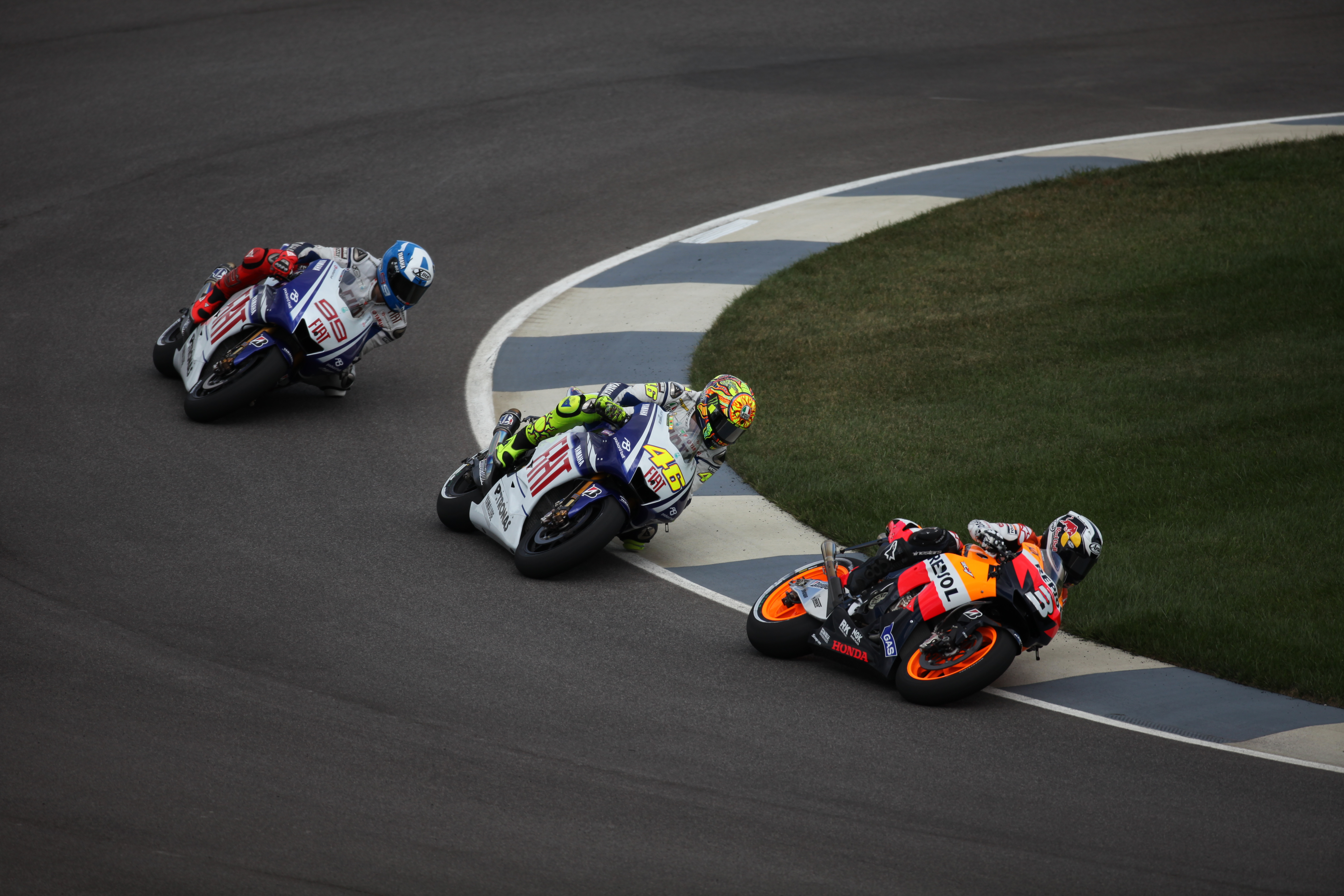
Grande Prêmio de Indianápolis de Motovelocidade da MotoGP no IMS em 2009.

| Ano  | Pista        | Moto3                   | Moto2                     | MotoGP                   | Resumo   |
| ---- | ------------ | ----------------------- | ------------------------- | ------------------------ | -------- |
| 2015 | Indianapolis | Livio Loi (Honda)       | Álex Rins (Kalex)         | Marc Márquez (Honda)     | Detalhes |
| 2014 | Indianapolis | Efren Vazquez (Honda)   | Mika Kallio (Kalex)       | Marc Márquez (Honda)     | Detalhes |
| 2013 | Indianapolis | Álex Rins (KTM)         | Esteve Rabat (Kalex)      | Marc Márquez (Honda)     | Detalhes |
| 2012 | Indianapolis | Luis Salom (Kalex)      | Marc Márquez (Suter)      | Dani Pedrosa (Honda)     | Detalhes |
| Ano  | Pista        | 125 cc                  | Moto2                     | MotoGP                   | Resumo   |
| 2011 | Indianapolis | Nicolás Terol (Aprilia) | Marc Márquez (Suter)      | Casey Stoner (Honda)     | Detalhes |
| 2010 | Indianapolis | Nicolás Terol (Aprilia) | Toni Elías (Moriwaki)     | Dani Pedrosa (Honda)     | Detalhes |
| Ano  | Pista        | 125 cc                  | 250 cc                    | MotoGP                   | Resumo   |
| 2009 | Indianapolis | Pol Espargaró (Derbi)   | Marco Simoncelli (Gilera) | Jorge Lorenzo (Yamaha)   | Detalhes |
| 2008 | Indianapolis | Nicolás Terol (Aprilia) | Cancelada                 | Valentino Rossi (Yamaha) | Detalhes |

### NASCAR Cup Series

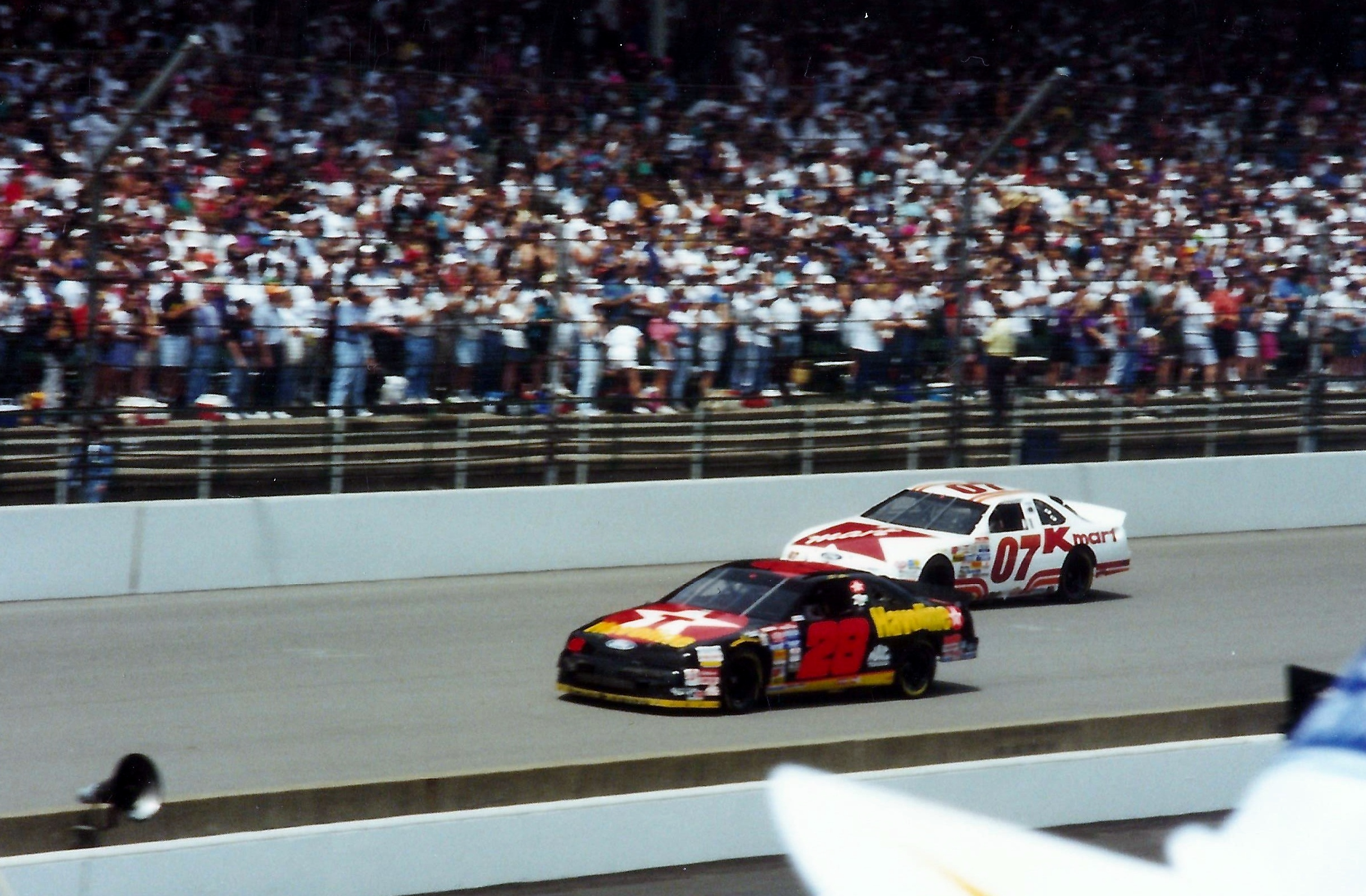
Brickyard 400 da NASCAR de 1994.

| Temporada | Piloto          | Marca     | Equipe               |
| --------- | --------------- | --------- | -------------------- |
| 1994      | Jeff Gordon     | Chevrolet | Hendrick             |
| 1995      | Dale Earnhardt  | Chevrolet | Richard Childress    |
| 1996      | Dale Jarrett    | Ford      | Yates                |
| 1997      | Ricky Rudd      | Ford      | Rudd                 |
| 1998      | Jeff Gordon     | Chevrolet | Hendrick             |
| 1999      | Dale Jarrett    | Ford      | Yates                |
| 2000      | Bobby Labonte   | Pontiac   | Joe Gibbs            |
| 2001      | Jeff Gordon     | Chevrolet | Hendrick             |
| 2002      | Bill Elliott    | Dodge     | Evernham             |
| 2003      | Kevin Harvick   | Chevrolet | Richard Childress    |
| 2004      | Jeff Gordon     | Chevrolet | Hendrick             |
| 2005      | Tony Stewart    | Chevrolet | Joe Gibbs            |
| 2006      | Jimmie Johnson  | Chevrolet | Hendrick             |
| 2007      | Tony Stewart    | Chevrolet | Joe Gibbs            |
| 2008      | Jimmie Johnson  | Chevrolet | Hendrick             |
| 2009      | Jimmie Johnson  | Chevrolet | Hendrick             |
| 2010      | Jamie McMurray  | Chevrolet | Earnhardt Ganassi    |
| 2011      | Paul Menard     | Chevrolet | Richard Childress    |
| 2012      | Jimmie Johnson  | Chevrolet | Hendrick             |
| 2013      | Ryan Newman     | Chevrolet | Stewart-Haas         |
| 2014      | Jeff Gordon     | Chevrolet | Hendrick             |
| 2015      | Kyle Busch      | Toyota    | Joe Gibbs            |
| 2016      | Kyle Busch      | Toyota    | Joe Gibbs            |
| 2017      | Kasey Kahne     | Chevrolet | Hendrick Motorsports |
| 2018      | Brad Keselowski | Ford      | Penske               |
| 2019      |                 |           |                      |
| 2020      |                 |           |                      |

### Grande Prêmio de Indianápolis (Grand Prix of Indianapolis) feita pelaIndyCar Series
A corrida é disputada em um layout mais novo, modificado do circuito usado anteriormente para os Grandes Prêmios dos Estados Unidos disputado no ciclo de 2000-2007 na Fórmula 1 e posteriormente o Moto GP, feita em sentido horário. Posteriormente, seria recém-reconfigurada para ter 2,439 milhas (3,925 km), no circuito misto de 14 curvas em Indianapolis Motor Speedway (uma chicane substitui a curva longa) e a seção de Snake Pit está incluída.
| Temporada | Data       | Piloto         | Equipe                  | Chassi  | Motor     | Distância da corrida | Distância da corrida | Tempo de corrida | Velocidade média (mph)                 |
| Temporada | Data       | Piloto         | Equipe                  | Chassi  | Motor     | Voltas               | Milhas (Quilômetros) | Tempo de corrida | Velocidade média (mph)                 |
| --------- | ---------- | -------------- | ----------------------- | ------- | --------- | -------------------- | -------------------- | ---------------- | -------------------------------------- |
| 2014      | 10 de maio | Simon Pagenaud | Sam Schmidt Motorsports | Dallara | Honda     | 82                   | 199.998 (321.85)     | 2:04:24          | 96,463 milhas por hora (155,242 km/h)  |
| 2015      | 9 de maio  | Will Power     | Team Penske             | Dallara | Chevrolet | 82                   | 199.998 (321.85)     | 1:42:42          | 116,842 milhas por hora (188,039 km/h) |
| 2016      | 14 de maio | Simon Pagenaud | Team Penske             | Dallara | Chevrolet | 82                   | 199.998 (321.85)     | 1:50:19          | 108,784 milhas por hora (175,071 km/h) |
| 2017      | 13 de maio | Will Power     | Team Penske             | Dallara | Chevrolet | 85                   | 207.315 (333.641)    | 1:42:58          | 120,813 milhas por hora (194,430 km/h) |
| 2018      | 12 de maio | Will Power     | Team Penske             | Dallara | Chevrolet | 85                   | 207.315 (333.641)    | 1:49:46          | 113,318 milhas por hora (182,368 km/h) |

## Recordes

### 500 Milhas de Indianápolis

Traçado da mítica corrida.

| Tipo                                   | Distância | Distância    | Data               | Piloto        | Tempo        | Velocidade media (MPH) / (KM/H) |
| Tipo                                   | Voltas    | Milhas       | Data               | Piloto        | Tempo        | Velocidade media (MPH) / (KM/H) |
| -------------------------------------- | --------- | ------------ | ------------------ | ------------- | ------------ | ------------------------------- |
| Treinos Livres                         | 1         | 2.5 (4.0 km) | 10 de maio de 1996 | Arie Luyendyk | 0:00:37.616  | 239.260 / 385.052               |
| Classificação                          | 1         | 2.5 (4.0 km) | 12 de maio de 1996 | Arie Luyendyk | 0:00:37.895  | 237.498 / 382.216               |
| Classificação                          | 4         | 10 (16 km)   | 12 de maio de 1996 | Arie Luyendyk | 0:02:31.908  | 236.986 / 381.392               |
| Corrida                                | 1         | 2.5 (4.0 km) | 26 de maio de 1996 | Eddie Cheever | 0:00:38.119  | 236.103 / 379.971               |
| 500 Milhas de Indianápolis mais rápida | 200       | 500 (800 km) | 26 de maio de 2013 | Tony Kanaan   | 2:40:03.4181 | 187.433 / 301.644               |

### Brickyard 400(NASCAR Cup Series)

Traçado do Indianapolis Motor Speedway para a corrida.

| Tipo          | Distância | Distância    | Data                | Piloto        | Tempo       | Velocidade média (MPH) / (KM/H) |
| Tipo          | Voltas    | Milhas       | Data                | Piloto        | Tempo       | Velocidade média (MPH) / (KM/H) |
| ------------- | --------- | ------------ | ------------------- | ------------- | ----------- | ------------------------------- |
| Classificação | 1         | 2.5 (4.0 km) | 26 de julho de 2014 | Kevin Harvick | 0:00:47.647 | 188.889 / 303.987               |
| Corrida       | 1         | 2.5 (4.0 km) | 7 de agosto de 2005 | Tony Stewart  | 0:00:50.099 | 179.641 / 289.104               |
| Corrida       | 160       | 400 (640 km) | 5 de agosto de 2000 | Bobby Labonte | 2:33:55.979 | 155.912 / 250.893               |

### Grande Prêmio dos Estados Unidos(Fórmula 1)

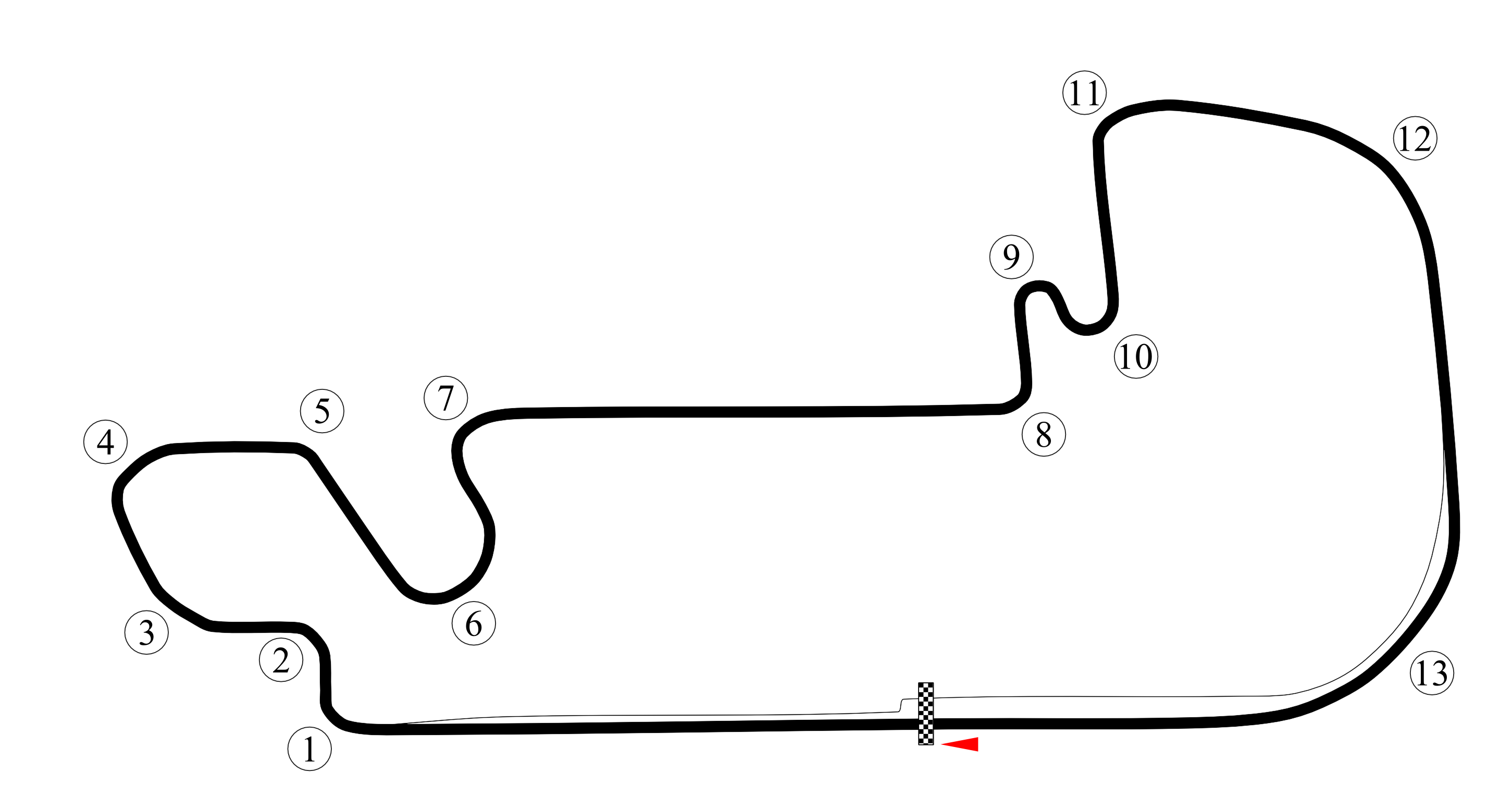
Traçado de Indianapolis Motor Speedway para Fórmula 1.

| Tipo           | Voltas | Distância            | Data                | Piloto             | Tempo       | Velocidade média (MPH) / (KM/H) |
| -------------- | ------ | -------------------- | ------------------- | ------------------ | ----------- | ------------------------------- |
| Treinos Livres | 1      | 2.605 (4.192 km)     | 19 de junho de 2004 | Rubens Barrichello | 0:01:09.454 | 135.025 / 217.301               |
| Classificação  | 1      | 2.605 (4.192 km)     | 19 de junho de 2004 | Rubens Barrichello | 0:01:10.223 | 133.546 / 214.921               |
| Corrida        | 1      | 2.605 (4.192 km)     | 20 de junho de 2004 | Rubens Barrichello | 0:01:10.399 | 133.207 / 214.376               |
| Corrida        | 73     | 190.165 (306.041 km) | 19 de junho de 2005 | Michael Schumacher | 1:29:43.181 | 127.173 / 204.665               |

### Grande Prêmio de Indianápolis de MotoGP(MotoGP)

Traçado de Indianapolis Motor Speedway para a MotoGP.

O Grande Prêmio de Indianápolis de MotoGP é um evento motociclístico que faz parte do mundial de MotoGP.
| Tipo           | Distância | Distância           | Data                 | Piloto       | Tempo       | Velocidade média (MPH) / (KM/H) |
| Tipo           | Voltas    | Milhas              | Data                 | Piloto       | Tempo       | Velocidade média (MPH) / (KM/H) |
| -------------- | --------- | ------------------- | -------------------- | ------------ | ----------- | ------------------------------- |
| Treinos Livres | 1         | 2.621 (4.218 km)    | 17 de agosto de 2012 | Dani Pedrosa | 0:01:39.783 | 94.561 / 152.181                |
| Classificação  | 1         | 2.621 (4.218 km)    | 18 de agosto de 2012 | Dani Pedrosa | 0:01:38.813 | 95.489 / 153.675                |
| Corrida        | 1         | 2.621 (4.218 km)    | 19 de agosto de 2012 | Dani Pedrosa | 0:01:39.088 | 95.214 / 153.232                |
| Corrida        | 28        | 73.388 (118.107 km) | 19 de agosto de 2012 | Dani Pedrosa | 0:46:39.631 | 94.368 / 151.871                |

### Estatísticas do Grande Prêmio de Indianápolis

Traçado do Grande Prêmio de Indianápolis, com seu layout de circuito misto refinado em 2014

| Treinos livres (1 volta)                                                                    | 2,439 milhas (3,925 km)     | 12 de maio de 2017 | Will Power      | 1:07.7684    | 129,565 milhas por hora (208,515 km/h) |
| Classificação* (1 volta)                                                                    | 2,439 milhas (3,925 km)     | 12 de maio de 2017 | Will Power      | 1:07.7044    | 129,687 milhas por hora (208,711 km/h) |
| Corrida (melhor volta)                                                                      | 2,439 milhas (3,925 km)     | 13 de maio de 2017 | Josef Newgarden | 1:09.3888    | 126,539 milhas por hora (203,645 km/h) |
| Corrida (85 voltas)                                                                         | 207,315 milhas (333,641 km) | 13 de maio de 2017 | Will Power      | 1:42:57.6108 | 120,813 milhas por hora (194,430 km/h) |
| * Recordes da pista com o layout misto de Indianapolis Motor Speedway reconfigurado em 2014 |                             |                    |                 |              |                                        |